# Popolazione statistica
In statistica per popolazione (o collettivo statistico o aggregato) si intende l'insieme degli elementi che sono oggetto di studio, ovvero l'insieme delle unità (dette unità statistiche) sulle quali viene effettuata la rilevazione delle modalità con le quali il fenomeno studiato si presenta. Tali unità presentano tutte almeno una caratteristica comune, che viene accuratamente definita al fine di delimitare il loro insieme; ad esempio con "italiani" si può intendere sia le persone di nazionalità italiana, anche se residenti all'estero, sia le persone residenti in Italia, indipendentemente da quale sia la loro nazionalità.
Una popolazione statistica va definita anche rispetto al tempo; ad esempio si possono considerare gli italiani che risultano residenti in Italia alle ore 12 di un dato giorno (popolazione definita secondo una caratteristica riferita ad un istante di tempo), oppure quelli nati dal 1º gennaio al 31 dicembre di un dato anno (popolazione definita secondo una caratteristica riferita ad un periodo di tempo).
Una popolazione statistica, peraltro, non è sempre un insieme biologico; costituisce una popolazione anche l'insieme delle lampadine prodotte da un'azienda in un dato periodo di tempo, l'insieme delle nazioni del continente europeo in un dato anno o l'insieme degli anni di un dato secolo.

## Tipi di collettivo statistico
I collettivi statistici, o popolazioni, possono essere distinti in:
- collettivi di stato, cioè collettivi individuati facendo riferimento ad un preciso istante di tempo, come ad esempio il collettivo Popolazione di Napoli censita il 9 Ottobre 2011;
- collettivi di movimento, cioè collettivi definiti relativamente ad un determinato intervallo di tempo, come nel caso del collettivo Auto vendute in Italia nel corso del 2011;

oppure in:
- collettivi empirici, cioè collettivi composti da unità statistiche che possono essere tutte concretamente osservate, come ad esempio l'insieme delle persone, delle abitazioni o delle aziende oggetto di un censimento;
- collettivi teorici, cioè collettivi costituiti da un insieme di unità statistiche definibile con accuratezza ma non concretamente osservabile , come nel caso delle possibili cinquine estraibili nel gioco del superenalotto o dell'insieme di tutti i valori possibili di una misurazione fisica;

o ancora tra:
- collettivi finiti, cioè collettivi composti da un numero finito di unità statistiche, come nell'esempio del collettivo Studenti iscritti al corso di laurea in Economia Aziendale nell'anno accademico 2015-2016;
- collettivi infiniti, cioè collettivi costituiti da un numero non finito di unità statistiche, come nel caso del collettivo Numero di autovetture che l'azienda X può produrre.